# Wetzdorf (Schkölen)
Wetzdorf ist ein Ortsteil der Stadt Schkölen im Saale-Holzland-Kreis in Thüringen.

## Geografie und Geologie
Durch das ehemalige Straßendorf führten früher Handelsstraßen nun ist es die  Landesstraße L1070 von Camburg nach Eisenberg und verbindet den Ort mit dem Verkehrsnetz sehr günstig mit Anschluss an die Bundesautobahn 9 bei Eisenberg. Der Busverkehr zur Schule nach Schkölen und zum Gymnasium in Eisenberg kann auch öffentlich genutzt werden.
Die Gemarkung des Ortes liegt auf einer Hochebene über dem Tautenburger Wald. Diese Muschelkalkverwitterungsböden sind mit einer Lößschicht überlagert worden und haben daher eine hohe Bodenfruchtbarkeit.
Nachbarorte sind südlich Rockau, westlich Tautenburg, nördlich Frauenprießnitz, östlich Poppendorf und südöstlich  Mertendorf.

## Geschichte
Die urkundliche Ersterwähnung von Wetzdorf ist schon 1219 registriert worden. Ursprünglich waren die Schenken von Tautenburg Herren über den Ort. Nach dem Aussterben dieses Adelsgeschlechts gehörte Wetzdorf ab 1640/52 zum kursächsischen Amt Tautenburg. Mit dem Wiener Kongress kam der Ort 1815 zum Großherzogtum Sachsen-Weimar-Eisenach und wurde 1822 dem Amt Bürgel mit Tautenburg angegliedert. 1850 kam der Ort zum Verwaltungsbezirk Weimar II (ab 1868: Verwaltungsbezirk Apolda) des Großherzogtums. Seit 1920 gehört Wetzdorf zum Land Thüringen.
Das Wetzdorfer Gut wurde nach dem Zweiten Weltkrieg entschädigungslos enteignet, der Grund und Boden sowie das Inventar wurde an Umsiedler und landarme Bauern übereignet. Dann mussten die Bauern ab 1952 den Weg der Kollektivierung der Landwirtschaft gehen. Nach der Wende fanden sie neue Formen der Zusammenarbeit oder wurden sogar Wiedereinrichter.

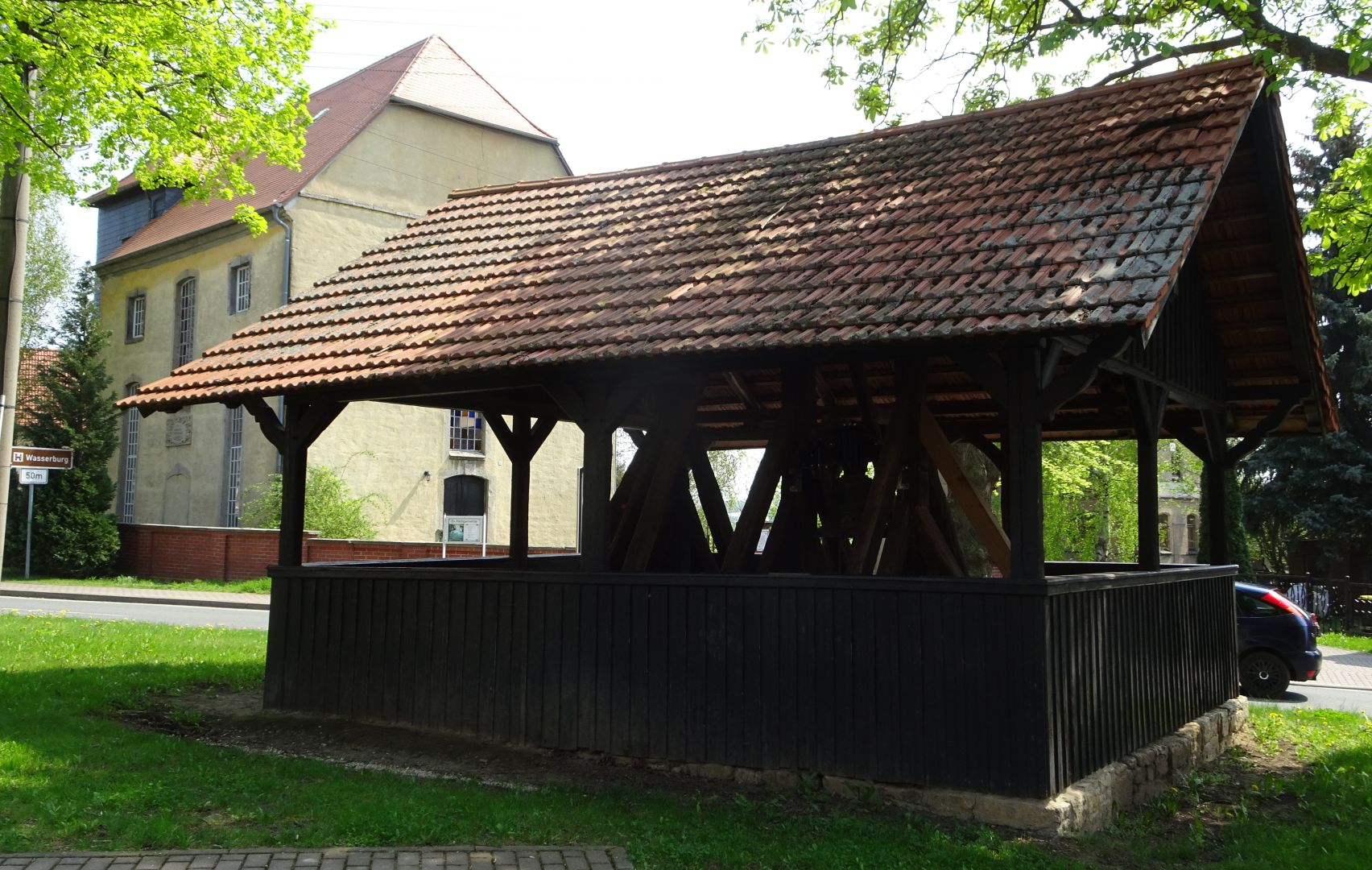
Glockenhaus

Seit 1821 hängt die Glocke im Glockenhaus vor der barocken Kirche, weil der Kirchturm baufällig war. Auch im benachbarten Poppendorf gibt es ein separates Glockenhaus.
2013 fand man bei Grabungsarbeiten in der Nähe des Dorfes Überreste des Dorfes Schellendorf.
Nach der Wende bildeten sich 12 kleinere Unternehmen. Auch die gastronomische Betreuung hat einen hohen Stellenwert im Ort, weil von hier aus Tautenburg, Dornburg und Naumburg sowie Jena gut zu erreichen sind.